# San Gregorio nelle Alpi
San Gregorio nelle Alpi é uma comuna italiana da região do Vêneto, província de Belluno, com cerca de 1.597 habitantes. Estende-se por uma área de 18 km², tendo uma densidade populacional de 89 hab/km². Faz fronteira com Cesiomaggiore, Santa Giustina, Sospirolo.

## Demografia
| Variação demográfica do município entre 1861 e 2011                               |
|                                                                                   |
| Fonte: Istituto Nazionale di Statistica (ISTAT) - Elaboração gráfica da Wikipedia |